# Wymiennicy
Wymiennicy (ang. The Replacements, 2006–2009) – amerykański serial animowany emitowany w latach 2006–2009, opowiadający o przygodach rodzeństwa Todda i Riley Daring, którzy dzięki tajemniczej firmie FleemCo zyskują nowych rodziców i możliwość wymiany dorosłych w swoim otoczeniu.

## Fabuła
Todd i Riley, będąc sierotami, pewnego dnia znajdują komiks firmy FleemCo, zawierający ogłoszenie oferujące możliwość zamówienia nowych rodziców. Po wysłaniu zamówienia otrzymują tatę – kaskadera Dicka Daringa, oraz mamę – brytyjską superszpieg Agentkę K. Dodatkowo zostają wyposażeni w specjalne telefony, tzw. FleemTele, za pomocą których mogą kontaktować się z FleemCo i dokonywać „wymiany” dorosłych, którzy ich zdaniem nie spełniają oczekiwań.
Każdy odcinek przedstawia nowe perypetie rodzeństwa, które, korzystając z usług FleemCo, stara się rozwiązywać codzienne problemy, takie jak niesprawiedliwi nauczyciele, surowi trenerzy czy nieprzyjemni sąsiedzi. Jednakże, dokonane zmiany często prowadzą do nieoczekiwanych konsekwencji, ucząc Todda i Riley odpowiedzialności za swoje decyzje oraz wartości współpracy i zrozumienia.
W tle głównych wydarzeń pojawiają się postacie takie jak przyjaciele rodzeństwa – Jacobo i Tasumi, a także szkolni rywale i różnorodni dorośli, którzy wpływają na przebieg przygód bohaterów. Relacje między postaciami oraz ich rozwój osobisty stanowią istotny element fabuły, ukazując proces dojrzewania i nauki na własnych błędach.

## Bohaterowie

### Główni bohaterowie
- Todd Bartholomew Daring-Fleem: Młodszy brat Riley, energiczny i pomysłowy chłopiec o rudych włosach. Podziwia swoją matkę, Agentkę K, i często wpada na niekonwencjonalne pomysły, które prowadzą do zabawnych sytuacji. Choć nie jest prymusem, ma wielu przyjaciół i jest lojalnym bratem, mimo że nie zawsze przyznaje rację Riley.
- Riley Eugenia Daring-Fleem: Starsza siostra Todda, trzynastoletnia dziewczyna o rudych włosach. Jest najlepszą uczennicą w szkole, miłośniczką przyrody i zwierząt, zwłaszcza jednorożców i koni. Ze względu na wrażliwość na cukier unika słodyczy. Odpowiedzialna i poważna, korzysta z usług FleemCo tylko w ostateczności. Jest fanką Dustina Dreamlackea, parodii Justina Timberlake’a.
- Agentka K (Katherine) Daring-Fleem: Adoptowana matka Todda i Riley, superszpieg o wielu talentach. Jest inteligentna, odważna i zawsze gotowa do działania. Jej umiejętności szpiegowskie często pomagają rodzinie w rozwiązywaniu problemów.
- Dick Daring-Fleem: Adoptowany ojciec rodzeństwa, zawodowy kaskader o nieustraszonej naturze. Jest entuzjastyczny i pełen energii, choć czasem jego brawura prowadzi do kłopotów. Mimo to jest kochającym ojcem, który stara się wspierać swoje dzieci.
- Jacobo: Przyjaciel Todda, z którym często spędza czas. Jest lojalny i zawsze gotowy do wspólnych przygód, choć czasem bywa sceptyczny wobec pomysłów Todda.
- Sheldon: Kolega Todda z ławki i partner w grze w baseball. Jest nieco niezdarny, ale ma dobre serce i chętnie uczestniczy w zabawach z przyjaciółmi.

## Odcinki
| Sezon | Odcinki | Pierwsza emisja | Ostatnia emisja      | Pierwsza emisja | Ostatnia emisja     |
| --- | ------- | --------------- | -------------------- | --------------- | ------------------- |
| 1 | 21      | 28 lipca 2006   | 29 października 2007 | 23 lutego 2007  | 2 lipca 2008        |
| 2 | 31      | 10 marca 2008   | 30 marca 2009        | 22 czerwca 2009 | 31 sierpnia 2009[A] |
| - A^ Ostatni odcinek serii wyemitowano 31 sierpnia 2009, jednak pominięto trzy odcinki, które nie zostały nigdy wyemitowane. |         |                 |                      |                 |                     |

### Sezon 1
| Nr | Tytuł                                          | Tytuł polski                              | Premiera             | Premiera w Polsce |
| -- | ---------------------------------------------- | ----------------------------------------- | -------------------- | ----------------- |
| 1  | Todd Strikes Out / The Jerky Girls             | Zwyczajne, niezwyczajne / Wyzwanie        | 28 lipca 2006        | 23 lutego 2007    |
| 2  | CindeRiley / Skate-Gate                        | Kopciuszek / Nowa fala                    | 8 września 2006      | 2 marca 2007      |
| 3  | The InSecurity Guard / Ou!et R!ot              | Stróż prawa i samowoli / Cicho sza        | 9 września 2006      | 9 marca 2007      |
| 4  | The Truth Hurts / Jumping Mad                  | Prawda boli / Szalona odwaga              | 16 września 2006     | 16 marca 2007     |
| 5  | The Majestic Horse / Carnie Dearest            | Majestatyczny koń / Wesołe miasteczko     | 23 września 2006     | 23 marca 2007     |
| 6  | Days of Blunder / Cheer Pressure               | Nietakt / Ciśnienie na pompony            | 30 września 2006     | 30 marca 2007     |
| 7  | Going Overboard / Riley’s Birthday             | Lekka przesada / Urodziny Riley           | 7 października 2006  | 6 kwietnia 2007   |
| 8  | Halloween Spirits                              | Duch Halloween                            | 14 października 2006 | 13 kwietnia 2007  |
| 9  | German Squirmin’ / The Means Justify the Trend | Zgrywaj Niemca / Kwestia gustu            | 4 listopada 2006     | 20 kwietnia 2007  |
| 10 | Davey Hunkerhoff / Ratted Out                  | Davey Hunkerhoff / Szczur                 | 18 listopada 2006    | 27 kwietnia 2007  |
| 11 | Master Pho / Zoo or False?                     | Mistrz Fu / ZOO                           | 2 grudnia 2006       | 4 maja 2007       |
| 12 | Best Friends ForNever? / Running from Office   | Najlepsze nieprzyjaciółki / Trudne wybory | 9 grudnia 2006       | 11 maja 2007      |
| 13 | Field Trippin’ / Fiddling Around               | Wycieczka / Skrzypaczka                   | 6 stycznia 2007      | 18 maja 2007      |
| 14 | BoyZroq / Ball Hogs                            | Boyzrock / Wojna o piłkę                  | 3 lutego 2007        | 25 maja 2007      |
| 15 | iTodd / See Dick Run                           | iTodd / Dick biega                        | 16 czerwca 2007      | 1 czerwca 2007    |
| 16 | The Perfect Date / Serf’s Up                   | Randka doskonała / Zemsta                 | 30 czerwca 2007      | 17 marca 2008     |
| 17 | The Frog Prince / Snow Place Like Nome         | Dziewczyna dla brzydala / Śnieżny raj     | 21 lipca 2007        | 18 marca 2007     |
| 18 | A Daring Romance / Maid for K                  | Romantyczny Daring / Gosposia             | 28 lipca 2007        | 8 czerwca 2007    |
| 19 | AbraKDabra! / Kumquat Day                      | Abra K dabra / Dzień wyznań               | 11 sierpnia 2007     | 30 czerwca 2008   |
| 20 | London Calling                                 | London wzywa                              | 15 października 2007 | 1 lipca 2008      |
| 21 | Clueless / Conrad’s Day Off                    | Wygłup / Konrad ma wolne                  | 29 października 2007 | 2 lipca 2008      |

### Sezon 2
| Nr | Tytuł                                                 | Tytuł polski                                                      | Premiera             | Premiera w Polsce    |
| -- | ----------------------------------------------------- | ----------------------------------------------------------------- | -------------------- | -------------------- |
| 22 | The Spy Who Wasn’t Riley                              | Riley szpiegiem                                                   | 10 marca 2008        | 20 września 2008     |
| 23 | Late Night with Todd and Riley                        | Impreza u Todda i Riley                                           | 17 marca 2008        | 4 października 2008  |
| 24 | Space Family Daring                                   | Kosmiczni Daringowie                                              | 31 marca 2008        | 28 września 2008     |
| 25 | She Works Hard for the Movies                         | Show Biznes                                                       | 14 kwietnia 2008     | 30 września 2008     |
| 26 | Volcano Island                                        | Wulkaniczna wyspa                                                 | 28 kwietnia 2008     | 11 października 2008 |
| 27 | The Rizzle                                            | Lisica                                                            | 12 maja 2008         | 5 października 2008  |
| 28 | The Campiest Episode Ever                             | Obóz na sto dwa                                                   | 25 maja 2008         | 22 września 2008     |
| 29 | Phoneless in Pleasant Hills                           | Bez telefonu                                                      | 9 czerwca 2008       | 18 października 2008 |
| 30 | Garage Sale Daring / Private Todd                     | Wyprzedaż garażowa / Prywatność Todda                             | 23 czerwca 2008      | 25 października 2008 |
| 31 | Hollywouldn’t                                         | Hollybrud                                                         | 7 lipca 2008         | 22 czerwca 2008      |
| 32 | Glee by the Sea                                       | Radość morska                                                     | 21 lipca 2008        | 14 marca 2009        |
| 33 | Bowled Over / A Little Tiffed Off                     | Miss kręgli / Mała Tiff                                           | 11 sierpnia 2008     | 25 czerwca 2009      |
| 34 | Canadian Fakin                                        | Kanadyjska zmyła                                                  | 25 sierpnia 2008     | 29 czerwca 2009      |
| 35 | Tasumi Unmasked                                       | Zamaskowana Tasumi                                                | 15 września 2008     | 18 października 2008 |
| 36 | Pleasant Hills Confidential                           | Tajemnica Pleasant Hills                                          | 29 września 2008     | 26 października 2008 |
| 37 | Extra Credit                                          | Super kredyt                                                      | 13 października 2008 | 9 lipca 2009         |
| 38 | You Got Schooled                                      | Marsz do szkoły                                                   | 27 października 2008 | 2 lipca 2009         |
| 39 | Heartbreak in the City                                | Złamane serce w mieście                                           | 10 listopada 2008    | 28 lipca 2009        |
| 40 | Puzzle Me Daring                                      | Łamigłówka                                                        | 17 listopada 2008    | 7 lipca 2009         |
| 41 | Dick Daring’s All-Star Holiday Stunt Spectacular      | Piąte, świąteczne, gwiazdorskie pokazy kaskaderskie Dicka Daringa | 8 grudnia 2008       | 3 listopada 2008     |
| 42 | A Buzzwork Orange                                     | Buzz-ycząca pomarańcza                                            | 22 grudnia 2008      | 14 lipca 2009        |
| 43 | Double Trouble / The Revenge of Prince Cinnamon Boots | Podwójny skok / Zemsta Księcia Cynamonowe Buty                    | 5 stycznia 2009      | 29 lipca 2009        |
| 44 | Moustache Mayhem                                      | Klęska wąsacza                                                    | 26 stycznia 2009     | 17 lipca 2009        |
| 45 | Snide and Prejudice                                   | Drwina i uprzedzenie                                              | 2 lutego 2009        | 5 sierpnia 2009      |
| 46 | Art Attack                                            | Atak sztuki                                                       | 23 lutego 2009       | 7 sierpnia 2009      |
| 47 | Shelton’s Bar Mitzvah / Crushing Riley                | Bar micwa Sheltona / Zabujany w Riley                             | 2 marca 2009         | 2010/2011            |
| 48 | Injustice is Blind                                    | Niesprawiedliwość jest ślepa                                      | 9 marca 2009         | 24 sierpnia 2009     |
| 49 | Truth or Darling                                      | Prawda czy rodzina                                                | 16 marca 2009        | 26 sierpnia 2009     |
| 50 | Todd-Busters                                          | Pogromcy Toda                                                     | 23 marca 2009        | 31 sierpnia 2009     |
| 51 | A Tale of Two Rileys                                  | Dwa razy Riley                                                    | 30 marca 2009        | 2010/2011            |
| 52 | Irreplaceable                                         | Niewymienialni                                                    | 30 marca 2009        | 4 sierpnia 2011      |